# Психоделічна психотерапія

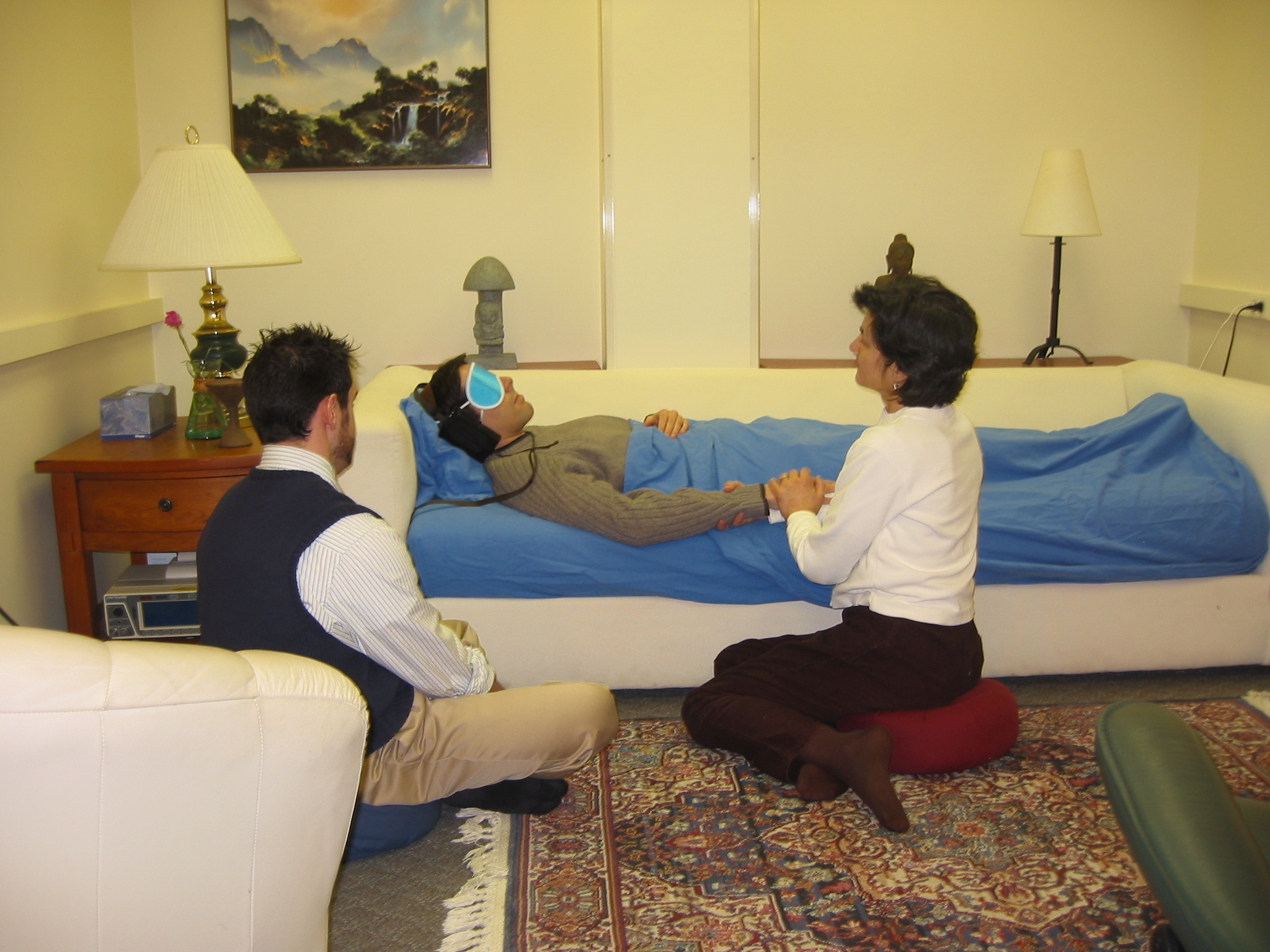
Сеанс псилоцибінової психотерапії в університеті Джонса Хопкінса

Графік співвідношення активної/летальної дози (вісь y) та потенціалу виникнення залежності від психоактивних препаратів (вісь x).

Психоделічна психотерапія (або психоделічна терапія, психоделічно асистована терапія (ПАТ), психоделічна медицина) — психотерапевтичні практики з використанням психоделіків, особливо серотонінергічних, таких як МДМА, LSD, DMT, псилоцибін. Дані ретельно розроблених та контрольовано проведених досліджень свідчать про ефективність застосування цих сполук при депресії, тривозі, посттравматичному стресовому розладі (ПТСР) та залежностях, не викликаючи при цьому фізичної залежності та абстиненції, а частота таких серйозних побічних реакцій, як психотичні епізоди, вкрай низька або взагалі відсутня.
У сучасній психоделічній терапії препарат вводять за один сеанс (або іноді до трьох сеансів) у терапевтичному контексті. Терапевтична команда готує пацієнтів до досвіду заздалегідь і допомагає їм інтегрувати ідеї з психоделічного досвіду після цього. Сет і сетінг, музика, маски на очі і зосередженість на психоделічному досвіді разом з підтримкою терапевтичної команди є важливими модуляторами психоделічної психотерапії.

Порівняльна шкала потенційної шкоди психоактивних речовин (в рекреаційному контексті).

Управління з контролю за якістю харчових продуктів і медикаментів США (FDA) надало статус «проривної терапії» псилоцибіну для лікування резистентної депресії і великого депресивного розладу у 2019 році, і також статус «проривної терапії» МДМА для лікування посттравматичного стресового розладу (ПТСР) у 2017 році. Статус «проривної терапії» пришвидшує дослідження ліків, якщо попередні клінічні дані показують, що вони можуть бути значно ефективнішими, ніж терапії, які вже доступні.

Шкідливість (вісь x) та здатність викликати залежність (вісь y). (The Lancet, 2007)

Існує актуальна потреба легалізації психоделічної психотерапії в Україні. У 2023 році, наприклад, MDMA і псилоцибін були легалізовані в Австралії для лікування ПТСР і важкої депресії відповідно.

## Історія

### Рання історія
Психоделічні речовини використовувалися тисячоліттями в різних культурних і духовних контекстах, часто з терапевтичними намірами.

#### Америка
Пейот: культури корінних американців використовували пейот, маленький безколючний кактус, що містить психоделічну сполуку мескалін, для духовних і лікувальних ритуалів протягом тисячоліть. Церква корінних американців, заснована в XIX столітті, інтегрувала використання пейота в свою практику, яка продовжується досі. Археологічні докази використання пейоту датуються більш ніж 5000 роками.
Кактус Сан-Педро: кактус Echinopsis pachanoi, який містить мескалін, як і пейот, використовувався для лікування та релігійних ритуалів у культурах Анд протягом тисяч років. Його використання з'явилося ще до інків і продовжується в деяких сільських районах сьогодні.
Майя пили бальче (суміш меду та екстракту Lonchocarpus violaceus) на групових церемоніях, щоб досягти сп'яніння. Ритуальні клізми та інші психоактивні речовини також використовувалися для викликання станів трансу. Ольмеки, сапотеки, майя та ацтеки використовували пейот, псилоцибінові гриби та насіння ололіухкі (Turbina corymbosa), які містять мескалін, псилоцибін та амід лізергінової кислоти відповідно. Шкіра жаби Bufo spp містить буфотоксини з галюциногенними властивостями, і використовувалася з періоду Ольмеків. Дурман (Datura stramonium), дикий тютюн (Nicotiana rustica), латаття (Nymphaea ampla) і Salvia divinorum використовувалися для їх психоактивного впливу. Також в мезоамериканських культурах вживалось насіння іпомеї, що містить психоделічну сполуку LSA (ергін), що використовували для ворожіння та релігійних ритуалів. Насіння було відоме як «tlitliltzin» мовою науатль, мовою ацтеків.
Псилоцибінові гриби: ці «чарівні гриби» використовувалися в релігійних і духовних ритуалах протягом століть, особливо в Центральній і Південній Америці. Примітно, що їх використовували корінні жителі мазатеків з Оахаки, Мексика, у ритуалах зцілення та ворожіння. Іспанська католицька церква придушила їх використання після завоювання Америки, але ця практика збереглася в деяких корінних культурах. Грибні камені, датовані 3000 роком до нашої ери, були знайдені в ритуальних контекстах у Мезоамериці.
Аяваска: культури корінних народів басейну Амазонки століттями використовували аяуаску, напій, що містить потужний психоделік ДМТ, у релігійних і лікувальних церемоніях. Шамани або знахарі зазвичай готують і вживають напій, проводячи учасників через інтенсивний, змінюючий свідомість досвід, який він може викликати.

#### Африка
Ібога: у Центральній Африці, зокрема в Габоні, кора кореня рослини Tabernanthe iboga, яка містить психоделічну сполуку ібогаїн, використовується в духовних церемоніях ініціації та обрядах переходу в культуру бвіті. Сучасні дослідження ібогаїну направленні на його використання в лікуванні від залежностей.
Блакитний лотос: квітка Nymphaea caerulea використовувалася в давньоєгипетській цивілізації. Хоча він і не є психоделіком, вважається, що він має помірні психоактивні властивості та зображений на багатьох ієрогліфах. Деякі теорії також припускають, що єгиптяни, можливо, використовували дерева акації, які містять ДМТ, хоча це є припущенням і не є широко визнаним вченими.

#### Європа
Мухомор червоний: використання Amanita muscaria бере початок з доісторичних часів у Північній Європі та Сибіру. Про його використання також припускають у стародавніх ведичних і скандинавських релігіях, хоча ці теорії є більш суперечливими.
Елевсінські містерії були таємними релігійними обрядами, що проводилися щорічно в стародавній Греції в Елефсіні. Як повідомляється, учасники відчували глибокі та трансформаційні бачення. Деякі теорії припускають, що ці бачення могли бути викликані психоактивним напоєм, відомим як «кікеон». Точний склад кікеону невідомий, але деякі припускають, що він міг містити ріжок, грибок, який росте на житі та містить хімічні речовини, подібні до ЛСД.

### XX століття
Сучасна історія психоделічної терапії почалася в середині XX століття з відкриття діетиламіду лізергінової кислоти (ЛСД) Альбертом Хофманом у 1938 році. Потенційне терапевтичне використання ЛСД досліджувалося в 1950 і 1960-х роках, коли було опубліковано понад 1000 наукових статей на цю тему та залучено кілька тисяч пацієнтів, які отримували лікування цією речовиною в клінічному контексті.
Протягом цього періоду психоделіки досліджувалися для цілого ряду терапевтичних застосувань, включаючи лікування алкоголізму, тривоги, депресії та екзистенціального дистресу у невиліковно хворих пацієнтів. Серед відомих дослідників були Гемфрі Осмонд, який ввів термін «психоделічний», і Станіслав Ґроф, який розробив концепцію психотерапії ЛСД.
Дослідження психоделічних речовин спонсорувалися урядами США, держав Західної Європи, а також СРСР. Стимулювали дослідження гіпотези про те, що галюциногени допомагають позбутися від шкідливих звичок, та від дистресу хворих у термінальній стадії. Експерименти давали добрі результати, приносячи учасникам відчуття душевного підйому, що надовго зберігалося.
У 1961 році при тестуванні на пацієнтах, що помирали від раку та відчували напади відчаю від сильного болю, психоделічна психотерапія не чинила суттєвого впливу на фізичне здоров'я пацієнтів, але призводила до таких психологічних ефектів, як зникнення депресії, болю, прийняття хвороби і швидкої смерті, позитивної зміни емоційного статусу.
У 1963 році Тімоті Лірі і Річард Олперт були звільнені з Гарвардського університету через звинувачення у використанні невідповідних методів дослідження галюциногенів (проведення випробувань над студентами), на них покладається частина провини за потрапляння психоделіків на вулиці і зростання їхнього неконтрольованого вживання, внаслідок якого уряд США у 1970 році прийняв закон про контрольовані речовини, яким заборонив фінансовані з федерального бюджету випробування психоделіків на добровольцях.

У 1964 році Ерік Каст з Чиказької медичної школи писав з приводу своїх дослідів, щодо полегшення страждань хворих на термінальній стадії за допомогою ЛСД:
Пацієнти перестали безперервно думати про катастрофічність свого становища, вільно говорили про неминучість смерті з почуттям, зовсім не властивим людям західної цивілізації, яке полегшувало їхній душевний стан.
 Схожі результати отримали Станіслав Ґроф і Вільям Річардс з державного госпіталю в Спрінг-Гров біля Балтимора, які використовували також дипропилтриптамін.

#### Реакція і заборона
Однак широке використання психоделіків у рекреаційних цілях та політичний тиск у 1960-х роках призвели до заборони цих речовин. Це значно обмежувало наукові дослідження та призупинило клінічне використання психоделічної терапії. Класифікація цих речовин як наркотиків Списку I, з високим потенціалом зловживання та без визнаного медичного використання, надзвичайно ускладнила проведення досліджень, що призупинило цю сферу на кілька десятиліть.

### XXI століття: Психоделічний ренесанс
Починаючи з кінця 1990-х і початку XXI століття, спостерігається «психоделічний ренесанс» із пожвавленням досліджень терапевтичного потенціалу психоделіків. Були проведені дослідження з використанням таких речовин, як псилоцибін, МДМА та аяхуаска, які показали багатообіцяючі результати для таких станів, як посттравматичний стресовий розлад (ПТСР), депресія, тривога, пов'язана з хворобою, яка загрожує життю, і лікування залежностей.
Такі відомі установи, як Університет Джонса Гопкінса та Імперський коледж Лондона, створили спеціальні дослідницькі центри психоделічних речовин, що свідчить про значну зміну сприйняття цих речовин у науковому співтоваристві.
В Україні в 2018 р. вперше почалось легальне застосування  психоделічної кетамін-асистованої психотерапії фармакорезістентної депресії на базі медичного центру Експіо.
У 2022 р. зареєстрована Українська асоціація психоделічних досліджень (UPRA) — неприбуткова організація, яка займається просуванням клінічного використання психоделічних речовин та працює над зміною законодавчої бази, що регулює обіг психоделічних речовин.
У травні 2023 року в Києві відбулась перша Міжнародна науково-практична конференція «Психоделічно асистована терапія в лікуванні посттравматичних станів. Міжнародний досвід та перспективи впровадження в Україні», а у вересні 2024 року — першій національний симпозіумі з кетамін-асистованої психотерапії. Обидва заходи були підтримані міністерством охорони здоров'я та ведучими міжнародними експертами.

## Терапевтичне застосування
Деякі з добре відомих конкретних психоделічних речовин, які використовуються в дослідженнях та практиці, це: ЛСД, псилоцибін, ДМТ, мескалін, 5-MeO-DMT, ібогаїн, 2C-B, 2C-I, AMT, DOI, ДОБ та ДОМ.
МДМА відноситься до групи емпатогенів, але часто його долучають до групи психоделіків. Так само і з кетаміном, який є дисоціативом, але широко досліджується в контексті психоделічної психотерапії.
Мескалін, діетиламід лізергінової кислоти (ЛСД) і псилоцибін є класичними серотонінергічними психоделіками. У дослідженні 2023 року, опублікованому в Neuropsychopharmacology, використовувався рандомізований, подвійний сліпий, плацебо-контрольований, перехресний дизайн для порівняння гострих суб'єктивних ефектів, вегетативних ефектів і фармакокінетики зазвичай використовуваних середніх і високих доз мескаліну (300 і 500 мг), ЛСД (100 мкг) і псилоцибіну (20 мг) у 32 здорових учасників. Дослідження виявило, зокрема, що мескалін має найдовшу тривалість ефекту (середнє значення: 11,1 год), потім ЛСД (8,2 год) і псилоцибін (4,9 год). Також, дослідження не виявило відмінностей у змінених станах свідомості, які були спричинені однаково сильними дозами мескаліну, ЛСД і псилоцибіну.

### Механізми
Кожен психоделік має різний фармакологічний профіль, але багато з них діють шляхом активації рецепторів 5-HT2A серотоніну в мозку. Це може спричинити зміни у сприйнятті, процесах мислення та настрої. Наприклад, було показано, що псилоцибін знижує активність у певних нейронних мережах, можливо, «перезавантажуючи» їх, що може лежати в основі деяких його терапевтичних ефектів.
Підвищення нейропластичності: більшість з психоделіків також відноситься до групи психопластогенів — препаратів, здатних вкрай потужно підвищувати пластичність мозку — нейропластичність — здатність мозку формувати нові зв'язки (синапси) та нові нейронні шляхи. Це може допомогти людям виробити нові моделі мислення та поведінки.
Змінені стани свідомості та ентропія активності мозку: психоделіки можуть викликати інтенсивні зміни у свідомості, що може призвести до збільшення усвідомленості, переживання самоперевершення, єдності та взаємозв'язку з іншими, природою та світом. Цей досвід, який часто називають «містичним» або «піковим» досвідом, може призвести до тривалих змін у особистісних рисах, ставленнях і цінностях, а також може сприяти новому погляду на життя, себе та особисті проблеми. Наприклад, збільшення рівня активності дофаміну в певних синапсах призводить до збільшення мотивації, драйву та бажання проводити психотерапі; підвищення активності серотоніну підвищує відкритість спілкуванню: саморозмові та психотерапії з терапевтами, та відкриттю нових моделей мислення та поведінки, завдяки збільшенню ентропії мозку та латералізації мислення. Дослідження показали, що такі психоделіки, як псилоцибін і ЛСД, мають тенденцію збільшувати ентропію активності мозку в мережах конектому мозку та, зокрема, спонтанної активності мозку. Дослідження з використанням функціональної магнітно-резонансної томографії (фМРТ) для картографування активності мозку показали, що під впливом психоделіків мозок демонструє більш випадковий і менш передбачуваний патерн зв'язку. Це збільшення ентропії пов'язане з порушенням «звичного» (в данному контексті, патологічного) ритму та порядку діяльності мозку, що призводить до стану, який часто описують як більш «гнучкий» або «текучий», в якому значно ймовірніші нові думки та моделі поведінки. Це також може сприяти відчуттю зміненої свідомості або «розпаду его», про який люди часто повідомляють під час психоделічного досвіду. Збільшення ентропії коннектома також може бути пов'язане з терапевтичними ефектами психоделіків. Тимчасово порушуючи нормальні моделі мозкової активності, психоделіки можуть допомогти «перезавантажити» мозок, потенційно допомагаючи людям звільнитися від жорстких моделей мислення та поведінки, таких як ті, що спостерігаються при таких станах, як депресія, тривога та залежність.
Покращена емоційна обробка: психоделіки можуть посилити емоції, та сприяти емоційному вивільненню, що може бути терапевтично корисним, особливо для людей, яким важко отримати доступ до своїх емоцій або висловити їх, наприклад, для тих, хто страждає на посттравматичний стресовий розлад.
Розширення терапевтичного альянсу: психоделічний досвід може зміцнити зв'язок між терапевтом і пацієнтом, що є критично важливим компонентом успішної терапії. Збільшення довіри та відкритості може сприяти глибшому дослідженню та вирішенню психологічних проблем.
Сет та сетінг: на терапевтичний ефект психоделіків сильно впливає мислення людини (налаштування, set) та середовище, в якому відбувається психоделічний досвід (обстановка, setting). Безпечна, сприятлива та комфортна обстановка може оптимізувати терапевтичні переваги та мінімізувати потенційні побічні ефекти. Професійне керівництво до, під час і після психоделічного досвіду має вирішальне значення для інтеграції отриманих ідей у повсякденне життя.
Також, опубліковане в червні 2023 року в одному з найавторитетніших наукових журналів світу, Nature, зазначає, що важливим механізмом є збільшення психоделіками здатності знову відкривати критичний період соціальної винагороди:
…Здатність знову відкривати критичний період навчання соціальної винагороди є спільною властивістю психоделічних препаратів. Примітно, що тривалість повторного відкриття критичного періоду пропорційна тривалості гострих суб'єктивних ефектів, про які повідомлялося у людей. Крім того, здатність відновити навчання соціальної винагороди в дорослому віці супроводжується метапластичним відновленням опосередкованої окситоцином тривалої депресії в прилеглому ядрі. Нарешті, ідентифікація диференціально експресованих генів у «відкритому стані» проти «закритого стану» свідчить про те, що реорганізація позаклітинного матриксу є звичайним механізмом, що лежить в основі повторного відкриття критичного періоду, опосередкованого психоделічними препаратами. Разом ці результати мають важливе значення для впровадження психоделіків у клінічну практику, а також для розробки нових сполук для лікування нейропсихіатричних захворювань.
В тому ж досліджені зазначається, що психоделічні препарати, такі як ЛСД, мескалін, МДМА та кетамін, змінюють сприйняття таким чином, що може запропонувати нове розуміння повсякденних психічних функцій. Хоча існують спроби класифікувати їх на основі індукованого зміненого стану, хімічної структури або мішені зв'язування, терапевтична релевантність цих категорій невизначена. Незважаючи на це, психоделіки є перспективними для лікування таких станів, як залежність, посттравматичний стресовий розлад і депресія. Нещодавнє відкриття показує, що МДМА може знову відкрити критичний період розвитку мозку, пов'язаний із навчанням соціальної винагороди, відкриття, яке узгоджується з його терапевтичним ефектом при лікуванні ПТСР. Однак досі незрозуміло, чи ця здатність відновлювати період навчання соціальної винагороди стосується всіх психоделіків, чи тільки тих, ефективність яких була досліджена, враховуючи їх різноманітні ефекти та нейрохімію мозку.

### Посттравматичний стресовий розлад
Існуючі методи лікування лише незначно ефективні для багатьох людей із ПТСР, що робить його хронічним станом із високим рівнем психічних та медичних захворювань. Це призвело до пошуку нових сполук і підходів до лікування розладу. Психоделічні речовини показали багатообіцяючі результати, з поточними доказами, що підтверджують використання МДМА, кетаміну, класичних психоделіків (ЛСД, псилоцибін), і медичного канабісу та канабіноїдів. Також тривають дослідження ібогаїну на здатність покращувати сон при ПТСР.

###### Терапія з допомогою МДМА
MDMA (3,4-метилендіоксиметамфетамін, МДМА), також відомий як екстазі, був успішно протестований як засіб для лікування посттравматичного стресового розладу під час клінічних випробувань. У 2017 році Управління з продовольства і медикаментів США (FDA) присвоїло терапії ПТСР з використанням МДМА статус «проривої терапії», що вказує на те, що ця терапія значно краще існуючих методів лікування.
Багатопрофільна асоціація психоделічних досліджень (MAPS) проводить дослідження, щоб зрозуміти, як МДМА може бути корисним у лікуванні посттравматичного стресового розладу. Випробування Фази 2 цих досліджень, проведених у США, Канаді та Ізраїлі, складалися з 107 учасників, які мали хронічний, стійкий до лікування посттравматичний стресовий розлад і мали посттравматичний стресовий розлад у середньому 17,8 років. Зі 107 учасників 61 % вилікували ПТСР після трьох сеансів психотерапії за допомогою МДМА через два місяці після лікування. Під час 12-місячного сеансу спостереження 68 % більше не мали ПТСР. Дослідження фази 2, проведені між 2004 і 2010 роками, повідомили про загальний рівень ремісії 66,2 % і низькі показники несприятливих ефектів для суб'єктів із хронічним ПТСР. У 2017 році MAPS і FDA досягли згоди щодо спеціального протоколу для фази 3 випробувань.
У 2023 році Мультидисциплінарна асоціація психоделічних досліджень (MAPS) провела дослідження Фази 3 за допомогою МДМА. У цьому дослідженні брав участь 121 учасник протягом 12-тижневого періоду лікування. Серед учасників 104 були рандомізовані для отримання від 80 до 120 мг гідрохлориду МДМА з подальшою додатковою половинною дозою 40 або 60 мг протягом трьох розширених сеансів терапії або плацебо плюс розширені сеанси терапії. Дослідження продемонструвало покращення симптомів посттравматичних стресових розладів, виміряних за шкалою посттравматичних стресових розладів, керованих лікарем для DSM-5 (CAPS-5) і шкалою інвалідності Шихана (SDS). Жодних серйозних побічних ефектів не спостерігалося ні в групі МДМА, ні в контрольній групі.

### Депресивні розлади
Систематичний огляд 2021 року зазначає, що останні (контрольовані) випробування з ЛСД, псилоцибіном, кетаміном і МДМА мають вищу методологічну якість і вказують на позитивний вплив на екзистенціальне та духовне благополуччя, якість життя, прийняття, та зниження тривоги та депресії, при невеликій кількості незнаних побічних ефектів і без серйозних побічних ефектів.

#### Терапія з допомогою псилоцибіну
Управління з контролю за якістю харчових продуктів і медикаментів США (FDA) надало статус «проривної терапії» псилоцибіну для лікування резистентної депресії і великого депресивного розладу у 2019 році Статус «проривної терапії» пришвидшує дослідження ліків, якщо попередні клінічні дані показують, що вони можуть бути значно ефективнішими, ніж терапії, які вже доступні.
Дослідження 2023 року 30 пацієнтів з виліковним і невиліковним раком і великим депресивним розладом, показало, що всього 1 доза псилоцибіну 25 мг призвела до стійкої ремісії у 16/28 пацієнтів (57,1 %) продемонстрували повну ремісію депресії навіть після 18 місяців; та 18/28 пацієнтів (64,2 %) продемонстрували стійкий позитивний клінічний ефект на симптоми депресії протягом 18 місяців. Інше дослідження 2022 року також показало значні результати в лікуванні великого депресивного розладу після разової дози псилоцибіну; жодних серйозних побічних явищ зафіксовано не було.
Огляд 2023 року, опублікований в Psychological Medicine, визнав що псилоцибін має потенціал бути економічно ефективним засобом для лікування важкої депресії, порівняно з іншими видами лікування.

#### Терапія з допомогою кетаміну
Також, у 2019 році FDA схвалило використання ескетаміну (форма кетаміну) для інтраназального застосування при великому депресивному розладі і резистентній до лікування депресії у поєднанні з пероральними антидепресантами.

### Нервова анорексія
Декілька досліджень 2023 року, опублікованих в Nature Medicine, показали значний потенціал в використанні псилоцибіну для лікування нервової анорексії.

### Інші ефекти

#### Протизапальний
Психоделіки також є потужними протизапальними засобами та імуномодуляторами периферичних тканин.
Огляд 2022 року показав, що в кількох експериментах in vitro та in vivo, включаючи різні моделі запальних захворювань людини, що психоделіки можуть ефективно запобігати та полегшувати декілька типів запалення. Протизапальну дію було продемонстровано в кількох типах клітин і тканин кількох видів, що свідчить про те, що це широкомасштабне явище. Експерименти з використанням селективних антагоністів і мишей з нокаутом HTR2A−/− показали, що ефекти викликані активацією рецептора 5-HT2A. Важливо відзначити, що психоделіки не є імуносупресантами широкого спектру дії і діють лише на підмножини експресії ключових прозапальних молекул.
Крім того, психоделіки можуть мати терапевтичну користь у лікуванні деяких аспектів метаболічних захворювань. Якщо психоделіки успішно перекласти на лікування хвороб людини, психоделіки на субповедінкових рівнях (в мікродозах) представляють собою новий клас пероральних протизапальних засобів із властивостями стероїдів, потенційно ефективних при захворюваннях, пов'язаних із запальними процесами, включаючи, але не обмежуючись, астму, атеросклероз, серцево-судинні захворювання та запальні захворювання кишки.

#### Профілактика і лікування болю
Психоделіки можуть мати профілактичний ефект при головному болю та хронічних больових розладах. При мігрені одна низька доза псилоцибіну зменшила тягар мігрені на 2 тижні. Потрібні контрольовані дослідження для перевірки ефективності та безпеки при конкретних захворюваннях.
Також, ЛСД та псилоцибін показали значну ефективність в лікуванні кластерних головних болей — найсильніших головних болей, які майже не лікуються іншими методами (поширеність приблизно 0,1 %).

#### Навчання
Дослідження 2022 року, опубліковане в Psychological Medicine (Cambridge University Press), показало, що ЛСД покращує швидкість навчання та пошукову поведінку. Збільшуючи швидкість, з якою люди навчаються на основі зворотного зв'язку, і збільшуючи дослідницьку поведінку, ЛСД може допомогти людям з проблемами психічного здоров'я звільнитися від негативних моделей мислення та розвинути нові, більш позитивні асоціації.

## Психоделіки
Класичні серотонінові психоделіки, такі як псилоцибін, ДМТ і ЛСД, діють шляхом стимуляції рецептора 5-HT2A в мозку — вони є їх агоністами. Незважаючи на активність щодо інших підтипів рецепторів серотоніну та, в деяких випадках, інших рецепторів, їх психоделічні ефекти, як правило, повністю блокуються антагоністами рецепторів 5-HT2A.
Стимуляція рецептора 5-HT2A може призвести до зміни свідомості з галюцинаціями через сенсорні механізми та зміненим відчуттям себе та іншими концепціями. Ці зміни в свідомості викликані тимчасовими змінами електричної синхронності кори головного мозку, що призводить до «ентропійного» стану. Цей ентропійний стан характеризується зменшенням міжмережної сегрегації/модульності та збільшенням зв'язку між мережами мозку. Деякі інші препарати, не психоделіки, такі як кетамін і шавлія віщунів, можуть спричинити подібне збільшення ентропії кори головного мозку, але з іншим суб'єктивним досвідом.
Було показано, що псилоцибін покращує настрій під час депресії — лише через кілька годин після одноразової дози — і ці ефекти довготривалі. Цей підвищений настрій пов'язаний зі збільшеною зв'язністю в корі головного мозку (збільшення нейропластичності, утворення нових функціональних зв'язків, нових нейронних ланцюгів та перебудова нейронних мереж).
Серотонінові психоделіки не викликають фізичної залежності або синдрому відміни при повторному застосуванні. Попередні дані свідчать про те, що їх можна використовувати для лікування деяких залежностей, наприклад. до алкоголю і тютюну.
Досліджується можливість використання психоделіків та психопластогенів у нейрореабілітації, зокрема, після травм мозку, завдяки посиленню ними нейропластичності та деяким іншим механізмам.

### Псилоцибін
Починаючи з 2000-х років, проводяться дослідження впливу псилоцибіну в лікуванні тривожних розладів, великої депресії та різноманітних залежностей. Псилоцибін був протестований на його потенціал для розробки рецептурних ліків для лікування наркотичної залежності, тривоги та розладів настрою.
У 2001 році в університеті Джона Хопкінса професор психіатрії та нейрофізіології Роналд Гріффітс провів вивчення псилоцибіну на 36 добровольцях. Досліджувався як його психоспіритичний вплив на здоров'я, так і усунення або пом'якшення симптомів різних психічних і поведінкових розладів у тих випадках, коли традиційні методи не допомагають. Учасники дослідження, в результаті експерименту, продемонстрували поліпшення як фізичного, так і психічного стану, що було підтверджено їх родичами, які нічого не знали про експеримент. Хоча підбиралися добровольці знайомі з духовними практиками, приблизно третина учасників експерименту відчували непереборний страх, а у п'ятої частини були напади параної безпосередньо під час сеансу, які усувалися завдяки нагляду досвідченого медичного персоналу. Загалом, попередній відбір добровольців і їх психологічна підготовка дозволяють звести до мінімуму небажані побічні ефекти, і, на думку дослідників, психоделіки можна буде випробувати як ліки в таких станах, як аномальна харчова поведінка, сексуальні розлади, адаптаційні порушення.
У 2018—2019 роках Управління з контролю за якістю харчових продуктів і медикаментів США (FDA) надало статус «Проривна терапія» для терапії псилоцибіном резистентної до лікування депресії та великого депресивного розладу. Огляд 2021 року виявив, що використання псилоцибіну було пов'язане зі зниженням інтенсивності симптомів депресії.
Дослідження 2013 року показало, що низька доза (0,1 мг/кг) псилоцибіну, який вводили миші, посилює нейрогенез у гіпокампі навіть через 2 тижні після введення, тоді як висока доза (1 мг/кг) значно знизижує нейрогенез.
Багато досліджень показали значний вплив псилоцибін на покращення синаптичної пластичності, як функціональної так і структурної, і нейропластичності загалом, що може мати різноманітні та вагомі терапевтичні переваги при широкому спектрі неврологічних та психіатричних патологій.
Дослідження 2023 року 30 пацієнтів з виліковним і невиліковним раком і великим депресивним розладом, показало, що всього 1 доза псилоцибіну 25 мг призвела до стійкої ремісії у 16/28 пацієнтів (57,1 %) продемонстрували повну ремісію депресії навіть після 18 місяців; та 18/28 пацієнтів (64,2 %) продемонстрували стійкий позитивний клінічний ефект на симптоми депресії протягом 18 місяців. Інше дослідження 2022 року також показало значні результати в лікуванні великого депресивного розладу після разової дози псилоцибіну; жодних серйозних побічних явищ зафіксовано не було.
Огляд 2023 року, опублікований в Psychological Medicine, визнав що псилоцибін має потенціал бути економічно ефективним засобом для лікування важкої депресії, порівняно з іншими видами лікування.
Декілька досліджень 2023 року, опублікованих в Nature Medicine, показали значний потенціал в використанні псилоцибіну для лікування нервової анорексії.

### ЛСД
Діетиламід лізергінової кислоти (ЛСД) — класична психоделічна речовина, вперше синтезована в 1938 році Альбертом Гофманом із грибка ріжків. Це одна з найсильніших відомих психоактивних речовин, здатний у малих дозах від 20-30 мікрограмів викликати відчутні зміни свідомості.
ЛСД насамперед впливає через агонізм рецептора серотоніну 2A (5HT2A-R), що призводить до різкої зміни сприйняття та суб'єктивного досвіду (кваліа), як і при терапії псилоцибіном, ДМТ та іншими психоделіками. Ці зміни можна пояснити збільшенням ентропії спонтанної нейронної активності, характерним ефектом психоделіків. Це збільшення ентропії як з гострими пов'язані як зі змінами свідомості, так і з потенційними довгостроковими наслідками.

### Диметилтриптамін (ДМТ)
Диметилтриптамін (ДМТ) може сприяти швидкій і тривалій нейропластичності (див. психопластогени), що може мати широкий спектр терапевтичних переваг.
Дослідження 2020 року in vitro та in vivo показали, що ДМТ, який присутній у настої аяуаски, сприяє нейрогенезу.
SPL026 (ДМТ фумарат) зараз проходить фазу II клінічних випробувань, щоб дослідити його використання разом із підтримуючою психотерапією як потенційне лікування великого депресивного розладу. Крім того, проводиться дослідження безпеки, щоб дослідити наслідки поєднання антидепресантів із SPL026.
ДМТ, як ендогенний ліганд сигма-1 рецепторів (Sig-1Rs), є ефективним проти системної гіпоксії. Дослідження демонструють, що ДМТ зменшує кількість апоптичних і ферроптотичних клітин у передньому мозку ссавців і підтримує виживання астроцитів в ішемізованому середовищі. Згідно з цими даними, ДМТ можна розглядати як допоміжну фармакологічну терапію при лікуванні гострої церебральної ішемії.
ДМТ вивчається як потенційний засіб лікування хвороби Паркінсона у фазі 1/2 клінічних досліджень.

### Мескалін
Мескалін є агоністом серотонінових 5HT2A/2C рецепторів, також діє на дофамінергічні D1/2/3 та адренергічні α1A/2A рецептори.
Мескалін може бути корисним для лікування алкоголізму та покращення психічного благополуччя в натуралістичному чи релігійному середовищі. Однак необхідні додаткові дослідження, щоб визначити його потенційне клінічне використання.

## Емпатогени

### МДМА
Після криміналізації MDMA в США в 1985 році була заснована некомерційна Багатопрофільна асоціація психоделічних досліджень, яка, зокрема, зайнялася тим, щоб МДМА визнали лікарським засобом, який можна відпускати за рецептом. Препарат полегшує психотерапію, зменшуючи страх, що дозволяє пацієнтам знову переживати травмуючі спогади без емоційного перевантаження.
Попередні результати свідчать про те, що МДМА-психотерапія посттравматичного стресового розладу може бути ефективною для людей, яким не допомогли інші види лікування.
Управління з контролю за якістю харчових продуктів і медикаментів США (FDA) надало статус «проривної терапії» МДМА для лікування посттравматичного стресового розладу (ПТСР) у 2017 році.

## Дисоціативи
Дисоціативи це клас препаратів, галюциногенів, які порушують сприйняття зображення та звуку, викликаючи відчуття відчуженості або відірвання від навколишнього середовища та себе. Хоча зазвичай вони не класифікуються як традиційні психоделіки, такі як ЛСД або псилоцибін, вони все частіше розглядаються з огляду на їх потенційне терапевтичне застосування, зокрема в лікуванні психічних розладів, таких як депресія, посттравматичний стресовий розлад (ПТСР) і тривога наприкінці життя.
Хоча терапевтичний потенціал диссоціативних препаратів багатообіцяючий, існують також ризики, пов'язані з їх використанням. Вони можуть включати когнітивні порушення, залежність та інші психологічні симптоми. Крім того, зміни сприйняття та відчуття відстороненості, викликані дисоціативами, можуть бути тривожними для деяких людей.
Загалом, необхідні додаткові дослідження, щоб повністю зрозуміти потенційні ризики та переваги використання дисоціативних препаратів у терапевтичному контексті. Використання дисоциативів в психоделічній терапії має відбуватися під керівництвом кваліфікованих спеціалістів.

### Кетамін
Кетамін, один з найбільш відомих і досліджених дисоціативних препаратів, використовується в медицині як анестетик протягом кількох десятиліть. Однак на початку 2000-х було виявлено, що субанестетичні дози кетаміну викликають швидкий антидепресивний ефект. Одноразова внутрішньовенна доза кетаміну може призвести до значного покращення симптомів депресії протягом кількох годин, з ефектом, що триває до тижня або довше. Це різко контрастує з традиційними антидепресантами, яким часто потрібні тижні, щоб почати діяти. Крім того, кілька досліджень показали, що кетамін може бути ефективним у зниженні суїцидальних думок. Завдяки швидкій дії та ефективності при стійкій до лікування депресії назальний спрей із S-енантіомером кетаміну, ескетаміном, був схвалений FDA у 2019 році для лікування стійкої до лікування депресії.
Огляд 2023 року, опублікований в Neuropsychopharmacology, підсумував, що численні клінічні дослідження підтверджують використання або подальші дослідження субанестетичної дози кетаміну та його (S)-енантіомеру ескетаміну при численних нервово-психічних розладах, включаючи депресію, біполярний розлад, розлади спектру тривоги, розлади вживання психоактивних речовин і розлади харчування, а також для лікування хронічного болю. Крім того, кетамін часто ефективно впливає на домени симптомів, пов'язані з кількома розладами, такими як тривога, ангедонія та суїцидальні думки.

## Альтернативні методики

### Дихальні практики

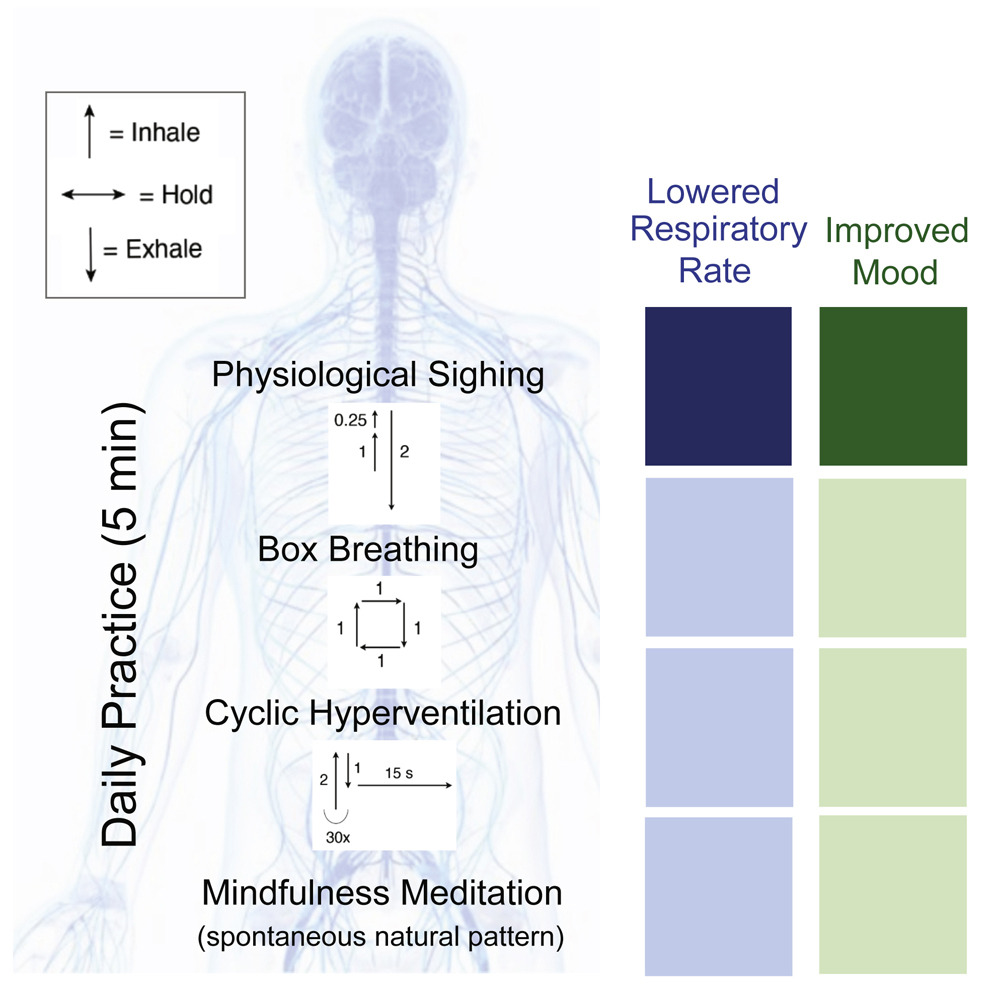
Схематичне зображення порівняльного дослідження різних методик дихальних вправ задля покращення настрою та симптомів стресу.

Дихальні вправи мають достовірно доведений ефект на психічний стан та рівновагу, як заспокійливий, так і збуджуючий, в залежності від типу дихальних вправ.
Методика Станіслава Грофа, який разом з дружиною Крістіною у 1975 році запропонував метод холотропного дихання допомагає досягти змінених станів свідомості, подібних до тих, що викликаються психоделічними речовинами.
Також ефективною в багатьох аспектах психотерапії може бути дихальна методика Віма Хофа, яка може збільшувати усвідоменість та зосередженність, при одночасному збільшенні збудження за разунок підвищення адреналіну.

### Мікродозинг
Мікродозинг полягає в вживанні малих доз психоактивних препаратів, зокрема, психоделіків, які не викликають або майже не викликають змін в свідомості, але, ймовірно, можуть покращувати настрій. Дослідження 2022 року, опубліковане в Scientific Reports зазначило, що серед осіб, які повідомляли про проблеми з психічним здоров'ям, мікродозувальники демонстрували нижчий рівень депресії, тривоги та стресу, незалежно від статті. Мотиви, пов'язані зі здоров'ям і хорошим самопочуттям, були найпомітнішими мотивами серед мікродозувальників загалом і були більш помітними серед жінок та осіб, які повідомили про проблеми з психічним здоров'ям. Результати дослідження вказують на мотиви здоров'я та самопочуття та сприйняті переваги для психічного здоров'я серед мікродозувальників, а також підкреслюють необхідність подальших досліджень ефективності мікродозування для покращення психічного здоров'я.

## Додаткова література

### Книги
- Jason A. Butler, Genesee Herzberg, Richard Louis Miller (2023). Integral Psychedelic Therapy: The Non-Ordinary Art of Psychospiritual Healing (англ). Routledge. с. 338. ISBN 9780367766429.
- Frederick S. Barrett, Katrin H. Preller (2022). Disruptive Psychopharmacology. Current Topics in Behavioral Neurosciences (англ). Springer. ISBN 978-3-031-12183-8.
- Calvey Tanya. (2018). Psychedelic neuroscience. Progress in brain research (1st edition). Cambridge, MA: Elsevier Academic Press. ISBN 978-0-12-814255-4.
- Halberstadt Adam L.; Vollenweider Franz X.; Nichols David E. (2018). Behavioral neurobiology of psychedelic drugs. Current Topics in Behavioral Neurosciences (англ). Berlin: Springer. ISBN 978-3-662-55878-2.
- Labate Beatriz Caiuby; Cavnar Clancy, ред. (2018). Plant medicines, healing and psychedelic science: cultural perspectives. Cham, Switzerland: Springer. ISBN 978-3-319-76719-2.
- Richard Louis Miller (2017). Psychedelic Medicine: The Healing Powers of LSD, MDMA, Psilocybin, and Ayahuasca. Park Street Press. с. 256. ISBN 978-1620556979.
- Grof Stanislav (1988). The Adventure of Self-Discovery. Dimensions of Consciousness and New Perspectives in Psychotherapy and Inner Exploration, SUNY Press, ISBN 9780887065408.
- Альберт Хофманн. LSD — My Problem Child. 1980. McGraw-Hill Book Company. ISBN 0-07-029325-2.
- Станіслав Ґроф. ЛСД Психотерапія. (Самвидав, доступна в Інтернеті.). Оригінал: LSD psychotherapy, Stanislav Grof, 1978.
- Grof S. LSD Psychotherapy. — Hunter House, 1977.
- Лірі Тімоті (1968). The Politics of Ecstasy. Palgrave Macmillan.
- Ліллі Джон. (1967). Programming and Metaprogramming in the Human Biocomputer: Theory and Experiments. New York, Julian Press.

### Журнали
- Neuropsychopharmacology (сайт)
- Molecular Psychiatry (сайт)
- Psychedelic Medicine
- Journal of Psychopharmacology
- Journal of Psychedelic Studies
- Journal of Psychedelic Drugs
- Neuropharmacology (спеціальний випуск про псилоцибін, 2023)
- The Journal of Psychedelic Psychiatry
- Journal of Indigenous and Shamanic Studies

### Статті
- Psychedelic medicine (підбірка статей з журналів Nature Portfolio)
- Nardou Romain; Sawyer Edward; Song Young Jun та ін. (14 червня 2023). Psychedelics reopen the social reward learning critical period. Nature (англ.). с. 1–9. ISSN 1476-4687. doi:10.1038/s41586-023-06204-3.
- Матреницький В. Л. (30 червня 2022). Ренесанс психоделічної терапії та її значення для України. Лікарська справа (укр) (3-4). с. 37–59. ISSN 2706-8803. doi:10.31640/2706-8803-2022-(3-4)-04.
- Heal D. J.; Smith S. L. та ін. (2023). Psychedelics: Threshold of a Therapeutic Revolution. Neuropharmacology (англ.) 236. doi:10.1016/j.neuropharm.2023.109610.
- Hadar Aviad; David Jonathan; Shalit Nadav та ін. (1 січня 2023). The Psychedelic Renaissance in Clinical Research: A Bibliometric Analysis of Three Decades of Human Studies with Psychedelics. Journal of Psychoactive Drugs (англ.) 55 (1). с. 1–10. doi:10.1080/02791072.2021.2022254.
- Marks M, Cohen IG (October 2021). Psychedelic therapy: a roadmap for wider acceptance and utilization. Nature Medicine 27 (10). doi: 10.1038/s41591-021-01530-3.
- de Vos Cato M. H.; Mason Natasha L.; Kuypers Kim P. C. (10 вересня 2021). Psychedelics and Neuroplasticity: A Systematic Review Unraveling the Biological Underpinnings of Psychedelics. Frontiers in Psychiatry 12. doi:10.3389/fpsyt.2021.724606.
- The rebirth of psychedelic medicine (Стенфордський Університет, 2023)
- Back to the future: Psychedelic drugs in psychiatry (Гарвардська медична школа, 2022)
- Psychedelics Promote Structural and Functional Neural Plasticity (2018)

### Відео
- Подкаст Ендрю Губермана:
  - How Psilocybin Can Rewire Our Brain, Its Therapeutic Benefits & Its Risks
  - The Science of MDMA & Its Therapeutic Uses: Benefits & Risks
  - Dr. Robin Carhart-Harris: The Science of Psychedelics for Mental Health
  - Dr. Nolan Williams: Psychedelics & Neurostimulation for Brain Rewiring
  - Dr. Matthew Johnson: Psychedelics for Treating Mental Disorders
- Подкаст Лекса Фрідмана:
  - #211 Brian Muraresku: The Secret History of Psychedelics
  - #202 Rick Doblin: Psychedelics
  - #145 Matthew Johnson: Psychedelics
- TED:
  - Microdosing Psychedelics: Small is Big | Joseph Rootman | TEDxLimassol (2022)
  - Mental Health Meets Psychedelics | Burton Tabaac | TEDxUCLA (2022)
  - Pain & Psychedelics: A World Without Severe Chronic Pain | Andrés Gómez Emilsson | TEDxMiami (2022)
  - Psilocybin, love and the meaning of life | Mary Cosimano | TEDxKC (2021)
  - The future of psychedelic-assisted psychotherapy | Rick Doblin | TED (2020)